# Taraxacum lindstroemii
Taraxacum lindstroemii — вид квіткових рослин з родини айстрових (Asteraceae). Вид зростає в Європі: Данія, Фінляндія, Польща, Швеція; це багаторічна рослина помірних біомів.